# رستم‌آباد (زاهدان)
رستم‌آبادروستایی در دهستان کورین بخش کورین شهرستان زاهدان استان سیستان و بلوچستان ایران است.

## جمعیت
بر پایه سرشماری عمومی نفوس و مسکن در سال ۱۳۹۵ جمعیت این روستا ۵۰۶ نفر (۱۳۱خانوار) بوده‌است.